# Hermann Krings
Hermann Maximilian Krings (* 25. September 1913 in Aachen; † 19. Februar 2004 in München) war ein deutscher Philosoph und Ordinarius für Philosophie an der Universität München.

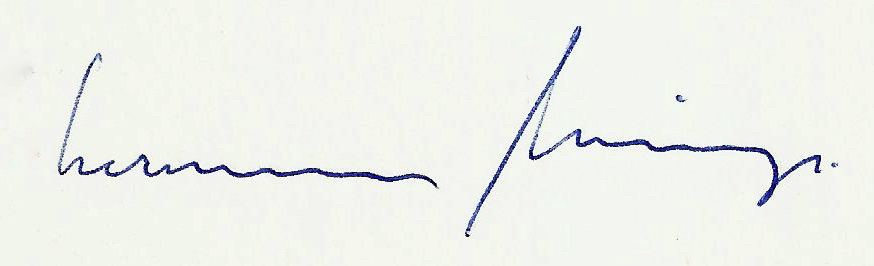
Hermann Krings, Signatur (1995)

## Leben und Werk
Hermann Krings war ein renommierter Vertreter der modernen Transzendentalphilosophie. Die Idee der Freiheit als Basis für menschliche Vernunft war das zentrale Motiv seines wissenschaftlichen und öffentlichen Wirkens. Ein politisches System, das die Freiheit nicht als Grundprinzip des Menschseins anerkennt, war für ihn ein Zwangssystem. So sagte er einmal: „Freiheit ist kein politisches Programm, sondern ein Name, mit dem der Mensch sich selbst eine Würde gibt.“
Nach seiner Habilitation war Krings zunächst außerplanmäßiger Professor in München. In dieser Zeit war er u. a. Geschäftsführer der Allgemeinen Gesellschaft für Philosophie (1957–1960). Der gebürtige Aachener wirkte ab 1960 als Ordinarius und Direktor des Philosophischen Instituts an der Universität Saarbrücken, ab 1968 in gleicher Funktion an der Münchner Universität, wo er 1980 emeritiert wurde.
Von 1970 bis 1975 wirkte er als Vorsitzender des Deutschen Bildungsrats. Er wurde 1973 auch mit dem Großen Verdienstkreuz der Bundesrepublik Deutschland ausgezeichnet. Im gleichen Jahr wurde er als Nachfolger Alois Dempfs Vorsitzender der Kommission der Schriften Schellings. Weiterhin war Krings als Generalsekretär der Görres-Gesellschaft (1979–1991) tätig. 1992 erhielt er den Ehrenring der Görres-Gesellschaft.
Von 1970 bis 1995 war Krings für das Philosophische Jahrbuch als Herausgeber tätig.
1973 wurde er zum ordentlichen Mitglied der Philosophisch-historischen Klasse der Bayerischen Akademie der Wissenschaften gewählt.
Seit seiner Münchener Studienzeit war er Mitglied der katholischen Studentenverbindung Rheno-Bavaria.
Krings war seit 1949 mit der Bühnen- und Fernsehschauspielerin Inge Birkmann verheiratet, die nur 10 Monate nach ihm, am 19. Dezember 2004, verstarb. Die Ehe blieb kinderlos, Inge Birkmann hatte jedoch eine Tochter namens Susanne aus erster Ehe. Deren Sohn, der Schauspieler und Schriftsteller Joachim Meyerhoff, porträtierte seinen Stief-Großvater und seine Großmutter in dem 2015 erschienenen autobiographischen Roman Ach diese Lücke, diese entsetzliche Lücke.

## Zitat
Mit Willi Graf war er seit 1936 befreundet. In der Gedächtnisvorlesung 1983 würdigte er den Widerstand (das „Widersagen“) der Weißen Rose gegen den nazistischen Ungeist und Terror: „Die Weiße Rose ist ein Zeichen. Der Tod der Freunde ist ein Zeichen. Zeichen sind schwer deutbar. Doch diesseits aller Deutung haben wir ein Zeichen der Hoffnung. Es verbürgt, dass, wenn wir mit unserem menschlichen Tun am Ende sind, ein anderes Handeln möglich ist – ein Handeln, das unantastbar und unvergänglich ist.“

## Schriften (Auswahl)

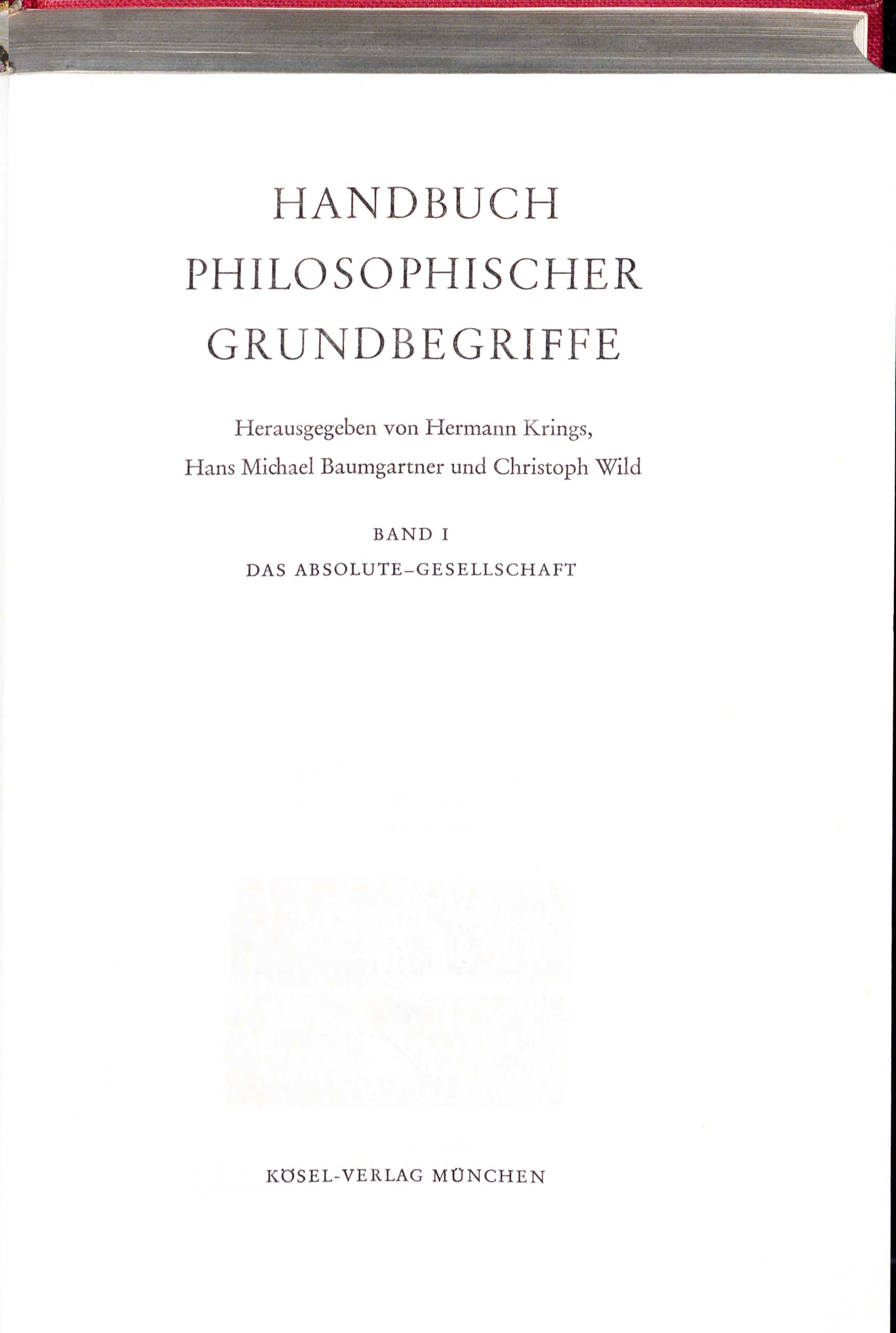
Handbuch philosophischer Grundbegriffe (1973)

- Ordo. Philosophisch-historische Grundlegung einer abendländischen Idee. Diss. phil. München, Max Niemeyer, Halle 1941
  - durchgesehene Neuauflage: Meiner, Hamburg 1982
- Der Mensch vor Gott. Die Daseinserfahrung in den Psalmen, Werkbund, Würzburg o. J. (1952)
- Fragen und Aufgaben der Ontologie, Niemeyer, Tübingen 1954
- Meditation des Denkens, Kösel, München 1956
- Was heißt wertvoll. Über Grundlagen und Maßstab der Filmbewertung, Filmbewertungsstelle, Wiesbaden 1958
- Transzendentale Logik, Kösel, München 1964
- Neues Lernen. Fragen der Pädagogen und Aufgaben der Bildungspolitiker, Kösel, München 1972
- Freiheit als Chance. Kirche und Theologie unter dem Anspruch der Neuzeit. Hermann Krings antwortet Eberhard Simons, Patmos, Düsseldorf 1972
- Handbuch philosophischer Grundbegriffe. Hrsg. mit Hans Michael Baumgartner und Christoph Wild. 3 Bände (Studienausgabe: 6 Bände). Kösel, München 1973
  - auf CD-ROM (PDF-Dateien): 2., vollständig durchgesehene Auflage 2003, ISBN 978-3-936532-22-7
  - in Nachfolge: Neues Handbuch philosophischer Grundbegriffe. Hrsg. von Petra Kolmer und Arnim G. Wildfeuer. Verlag Karl Alber, Freiburg i. Br. / München 2011 ff. Band 1 (A–F) ISBN 978-3-495-48222-3 195 Autoren behandeln in 215 Abhandlungen Grundbegriffe der Philosophie.
- System und Freiheit. Gesammelte Aufsätze. (Reihe: Praktische Philosophie. Bd. 12), Verlag Karl Alber, Freiburg i. Br. / München 1980, ISBN 3-495-47429-3
- Natur und Subjektivität. Zur Auseinandersetzung mit der Naturphilosophie des jungen Schelling. Referate, Voten und Protokolle der II. Internationalen Schelling-Tagung in Zürich 1983 (als Mitherausgeber), Frommann-Holzboog, Stuttgart-Bad Cannstatt 1985, ISBN 3-7728-1004-7
- F. W. Schelling: Timaeus (1794). Mit einem Beitrag von Hermann Krings hrsg. von Hartmut Buchner, Frommann-Holzboog, Stuttgart-Bad Cannstatt 1994, ISBN 3-7728-1507-3
- Deutschland in Europa. Wiedervereinigung und Integration (als Mitherausgeber), EOS, St. Ottilien 1996, ISBN 3-88096-363-0